# 松原伸生
松原 伸生（まつばら のぶお、1965年 - ）は、日本の染織作家。長板中形の人間国宝。

## 来歴

### 生い立ち
1965年、東京都江戸川区生まれ。祖父の松原定吉は長板中形の人間国宝として知られている。父親の松原利男も染織家であり、伸生は学校卒業後に父親に師事して染織の技術を学んだ。

### 染織家として
1984年に都立工芸高等学校デザイン科を卒業後、長板中形や藍形染めの技術を父から学び始めた。2000年には第40回伝統工芸新作展で奨励賞を受賞し、その後も数々の賞を受賞した。彼の作品は、藍染めの美しいコントラストと細やかな模様で知られており、日本国内外で高い評価を得ている。
彼のスタジオは千葉県君津市にあり、自然に囲まれた環境で手作業による染色を行っている。ここで彼は、伝統的な技術を継承しながら、独自のスタイルを追求している。

## コレクション
作品はアメリカのカンザスシティにあるネルソン・アトキンス美術館に収蔵されている。
2020年より文化庁購入文化財として「長板中形麻地着尺　蒲縞萩文」が貯蔵されている。

## 受賞歴
- 2000年、第40回伝統工芸新作展 奨励賞
- 2005年、第39回日本伝統工芸染織展 新人奨励中国新聞社賞
- 2006年、第40回日本伝統工芸染織展 新人奨励山陽新聞社賞
- 2007年、第41回日本伝統工芸染織展 東京都教育委員会賞
- 2008年、千葉県美術展（県展）県展賞
- 2009年、第56回日本伝統工芸展 新人賞
- 2014年、第61回日本伝統工芸展 高松宮記念賞（最高賞）
- 2015年、第49回日本伝統工芸染織展 日本経済新聞社賞
- 2016年、君津市長賞表彰
- 2017年、千葉県指定無形文化財「長板中形」保持者認定
- 2018年、第38回伝統文化ポーラ賞 優秀賞
- 2020年、第67回日本伝統工芸展 日本工芸会保持者賞
- 2020年、公益社団法人日本工芸会 理事就任
- 2021年、紫綬褒章 受章
- 2023年、第57回 日本伝統工芸染織展ＭＯＡ美術館賞
- 2023年、重要無形文化財 保持者（人間国宝）認定[7]